# Howard Bristol
Howard Bristol (Iowa, 14 agosto 1902 – Santa Barbara, 11 febbraio 1971) è stato uno scenografo statunitense.

## Biografia
Nel corso della sua carriera prese parte a oltre cinquanta film tra il 1936 ed il 1968; tra questi Bulli e pupe (1955), Il favoloso Andersen (1952), L'idolo delle folle (1942) e Il pirata e la principessa. Ottenne la candidatura all'Oscar alla migliore scenografia in nove occasioni, tuttavia senza mai vincere: nel 1942, nel 1943, nel 1944, nel 1945, nel 1953, nel 1956, nel 1962, nel 1968 e nel 1969.

## Filmografia
- Piccole volpi (The Little Foxes), regia di William Wyler (1941)
- Fuoco a oriente (The North Star), regia di Lewis Milestone (1943)
- Il mostro delle nebbie (The Mad Magician), regia di John Brahm (1954)
- Anatomia di un omicidio (Anatomy of a Murder), regia di Otto Preminger (1959)
- Il gabinetto del Dr. Caligari (The Cabinet of Caligari), regia di Roger Kay (1962)